# Tragedy
Tragedy — сучасний американський хардкор-панк гурт з Портленда, штат Орегон.
Гурт був заснований у 1999 році в Мемфісі, штат Теннессі.
Музика гурту Tragedy була класифікована як нео-краст, хардкор-панк, краст-панк, ді-біт.

## Історія
Гурт Tragedy був створений у 1999 році, в Мемфісі, штат Теннессі, трьома учасниками гурту His Hero Is Gone (який розпався того ж року), Тоддом Бердеттом, Полом Бердеттом і Янніком Лоррейном. Гурт названий на честь легендарного мініальбому Tragedy (1994 рік), японського гурту Disclose з міста Коті. Невдовзі після створення гурт Tragedy переїхав до Портленда, штат Орегон. До гурту долучився басист Біллі Девіс (гурт From Ashes Rise).
У 2000 році, гурт випустив свій перший студійний альбом, однойменний Tragedy, виданий на лейблі Skuld Records.
У наступному році вийшов мініальбом під назвою Can We Call this Life?. За ним вийшов альбом Vengeance, який отримав схвальні відгуки.
У 2003 році вийшов спліт мініальбом розділений з гуртом Totalitär.
У 2006 році Tragedy випустили альбом Nerve Damage. Згодом вони провели кілька американських турів.
У 2008 році Tragedy і японський гурт Blowback оголосили про американський тур з 25 травня по 7 червня.
У 2012 році гурт випустив свій перший за шість років студійний альбом Darker Days.
У 2014 році гурт Tragedy оголосив про участь у турне разом з гуртом Neurosis: Bestia Festival (Mexico City), The Conservatory (Santa Ana), Great American Music Hall (San Francisco), Maryland Deathfest (Baltimore).

## Учасники гурту
- Тодд Бердетт (Todd Burdette) — гітара, вокал (1999-теперішній час) (також Deathreat, Severed Head of State, Trauma, Warcry, Copout, Rueben James, His Hero Is Gone, Funeral, Call the Police та Nightfell)
- Яннік Лоррейн (Yannick Lorrain) — гітара (1999-теперішній час) (раніше у His Hero Is Gone, Union of Uranus і Double Think)
- Біллі Девіс (Billy Davis) — бас, вокал (1999-теперішній час) (також Deathreat і Trauma; раніше FaceDown, From Ashes Rise та Copout)
- Пол Бердетт (Paul Burdette) — ударні (1999-теперішній час) (також із Deathreat і Criminal Damage; раніше з His Hero Is Gone, FaceDown, Rueben James, Call the Police та Well Away)

## Дискографія
| Рік  | Назва                   | Лейбл            |
| 2000 | Tragedy                 | Tragedy Records  |
| 2001 | Tragedy                 | Skuld Releases   |
| 2002 | Can We Call This Life?  | Tragedy Records  |
| 2002 | Vengeance               | Tragedy Records  |
| 2003 | Vengeance               | Skuld Releases   |
| 2003 | Split 7" with Totalitär | Armageddon Label |
| 2004 | UK 2004 Tour EP         | Tragedy Records  |
| 2006 | Nerve Damage            | Tragedy Records  |
| 2012 | Darker Days Ahead       | Tragedy Records  |
| 2018 | Fury                    | Tragedy Records  |